# Lipotriches rufocognita
Lipotriches rufocognita är en biart som först beskrevs av Cockerell 1905.  Lipotriches rufocognita ingår i släktet Lipotriches och familjen vägbin. Inga underarter finns listade i Catalogue of Life.